# Gropnița, Iași
Gropnița este satul de reședință al comunei cu același nume din județul Iași, Moldova, România.

## Monument istoric
- Biserica „Adormirea Maicii Domnului” (în jur de 1830); S-II-m-B-04164

## Personalități marcante
- Dimitrie Scarlat Miclescu (1820-1896), om politic român, fost ministru. Devotat convingerilor sale politice a dat el însuși un exemplu împărțind gratuit moșia Gropnița sătenilor, fapt care i-a adus frumoasa etichetă „Amicul țăranilor”, făcându-l să se lepede de blazonul unei faimoase și vechi familii de boieri ai Moldovei, îmbrăcând straie țărănești tradiționale.[1]